# Scott Cooper
Scott Cooper, född 20 april 1970 i Abingdon i Virginia, är en amerikansk regissör, manusförfattare, producent och före detta skådespelare. Han är bland annat känd för filmerna Crazy Heart från 2009, Out of the Furnace från 2013, Black Mass från 2015, Hostiles från 2017, Antlers från 2021 och The Pale Blue Eye från 2022. Hans nästkommande film Deliver Me from Nowhere beräknas ha biopremiär någon gång under år 2025.
Cooper är bosatt i Los Angeles tillsammans med hustrun Jocelyne Cooper, samt deras tre gemensamma barn.

## Filmografi (i urval)
- 2009 – Crazy Heart (regissör, manusförfattare och producent)
- 2013 – Out of the Furnace (regissör och manusförfattare)
- 2015 – Black Mass (regissör och producent)
- 2017 – Hostiles (regissör, manusförfattare och producent)
- 2021 – Antlers (regissör och manusförfattare)
- 2022 – The Pale Blue Eye (regissör, manusförfattare och producent)
- 2025 – Deliver Me from Nowhere (regissör, manusförfattare och producent; kommande)

### Skådespelarroller

#### Filmer
- 1999 – Austin Powers: The Spy Who Shagged Me – Bobby (Klansmans son)
- 2003 – Gods and Generals – Löjtnant Joseph Morrison
- 2009 – Get Low (även kallad The Funeral Party) – Carl

#### TV-serier
- 1999 – Arkiv X (TV-serie) – Max Harden
- 2001 – The District (TV-serie) – Michael Barrett
- 2006 – Broken Tail (TV-serie) – Gilpin